# Evert Strobos
Evert Strobos (Hengelo, 12 februari 1943) is een Nederlandse schilder en beeldhouwer.
Evert Strobos ontving zijn opleiding aan de Academie voor Kunst en Industrie in Enschede en de Staatliche Kunstakademie van Düsseldorf. Strobos, die woont en werkt in Hengelo, voert zijn werken vaak uit in serie. Zijn meest gebruikte materiaal is cortenstaal.
In 1971 was een van zijn kunstwerken, met een acht meter hoge zuil plus een gebogen zuil, te zien tijdens de elfde biënnale van Middelheim in Antwerpen. Het kunstwerk werd eerder tentoongesteld bij de TH Twente en TU Eindhoven.

## Project in Cor-Ten steel
Zijn Project in Cor-Ten steel uit 1971 bestaat uit 24 gelijkvormige en 8 meter lange elementen van cortenstaal, die aan de bovenzijde vlak en aan de onderzijde dubbelgevouwen zijn. Dit kunstproject werd voor het eerste getoond in het Stedelijk Museum (Amsterdam) gevolgd door Groningen, Enschede en Dordrecht. Het project werd in 1973 opnieuw opgebouwd en vond een definitieve plaats in het beeldenpark van het Kröller-Müller Museum in Otterlo en kreeg een nieuwe naam: palissade. Deze palissade werd in 1991 door een duurzamer versie vervangen van 4 cm dikke staaldelen.

## Selectie van werken in de openbare ruimte
- Amsterdam

1975 zonder titel/(de gevouwen paal in het gras van het Kwakoe-terrein) in het Bijlmerpark
1973-1976 Drijvende plastiek, ook wel Dobberproject genoemd in het Zuider Amstelkanaal
1988 zonder titel (afgerolde appelschil of poort) aan de Hondsrugweg
- Assen

Drie palen
- Emmen

1996: palissade II, spoorwegviaduct bij Station Bargeres
- Enschede

1968: De Trom - Academie voor Kunst en Industrie
1977: Zuil - een staande zuil met liggend element
1980: Staalplastiek Tiemeister - een cirkel van staalelementen
1982: Object voor Da Vinci - Architectuurcentrum Twente
1988: Kolommen (14 stalen kolommen) - Academie voor Kunst en Industrie
- Groningen

1984: 7 elementen Zernikecomplex
- Heerhugowaard

1980 (?): sculptuur Beukenlaan
- Heiloo

jaar onbekend: Hek bij de rioolwaterzuivering aan de Kanaalweg
- Hengelo (Overijssel)

1978: sculptuur
1979: drie elementen
1979: sculptuur
1979/1984: n.a.v. Stonehenge (8 elementen)
- Zwolle

1992: Luifels Thorbecke Scholengemeenschap
- Waddinxveen

1979 Stalen blokken Coenecoop College

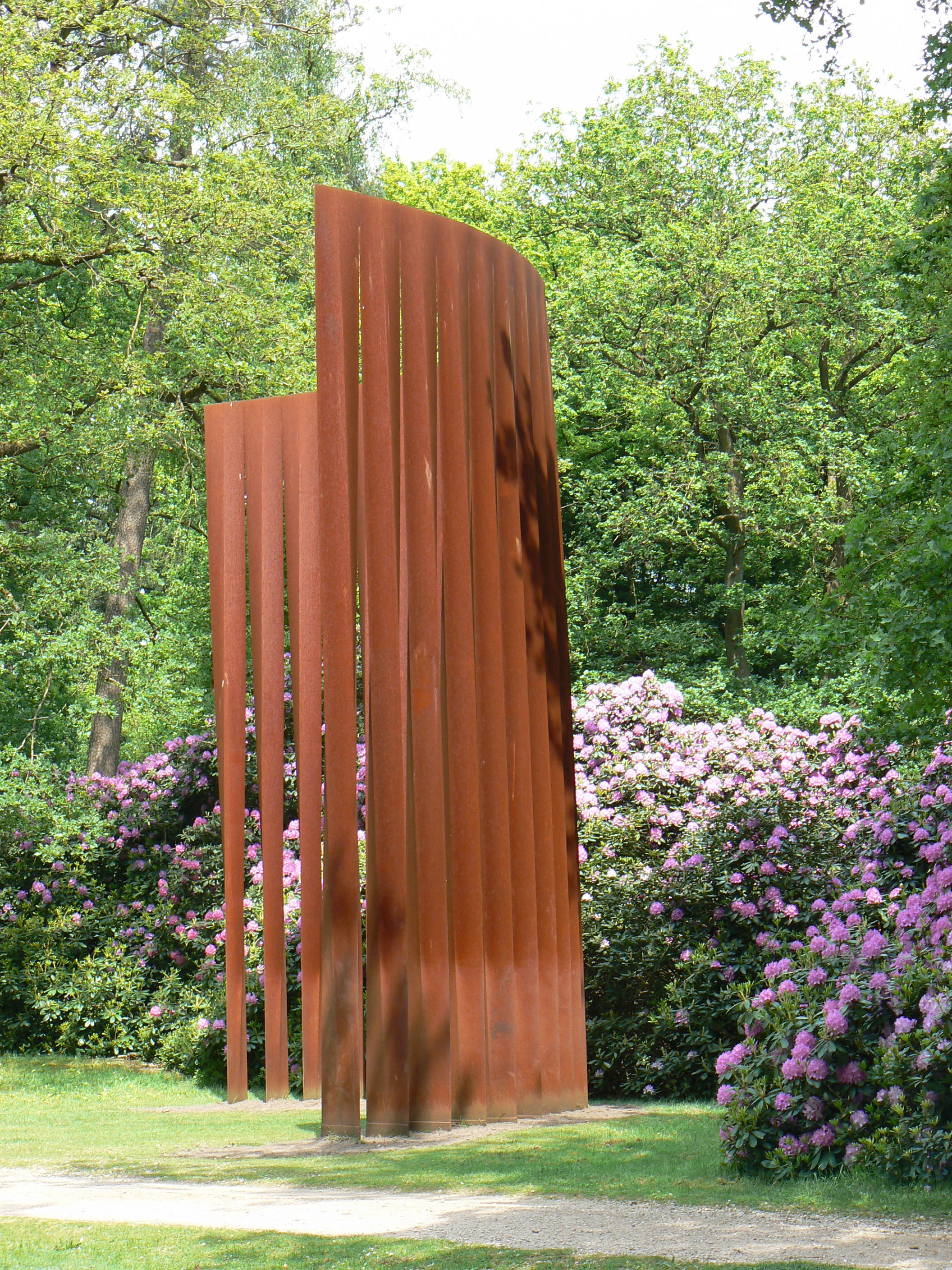
palissade, Otterlo
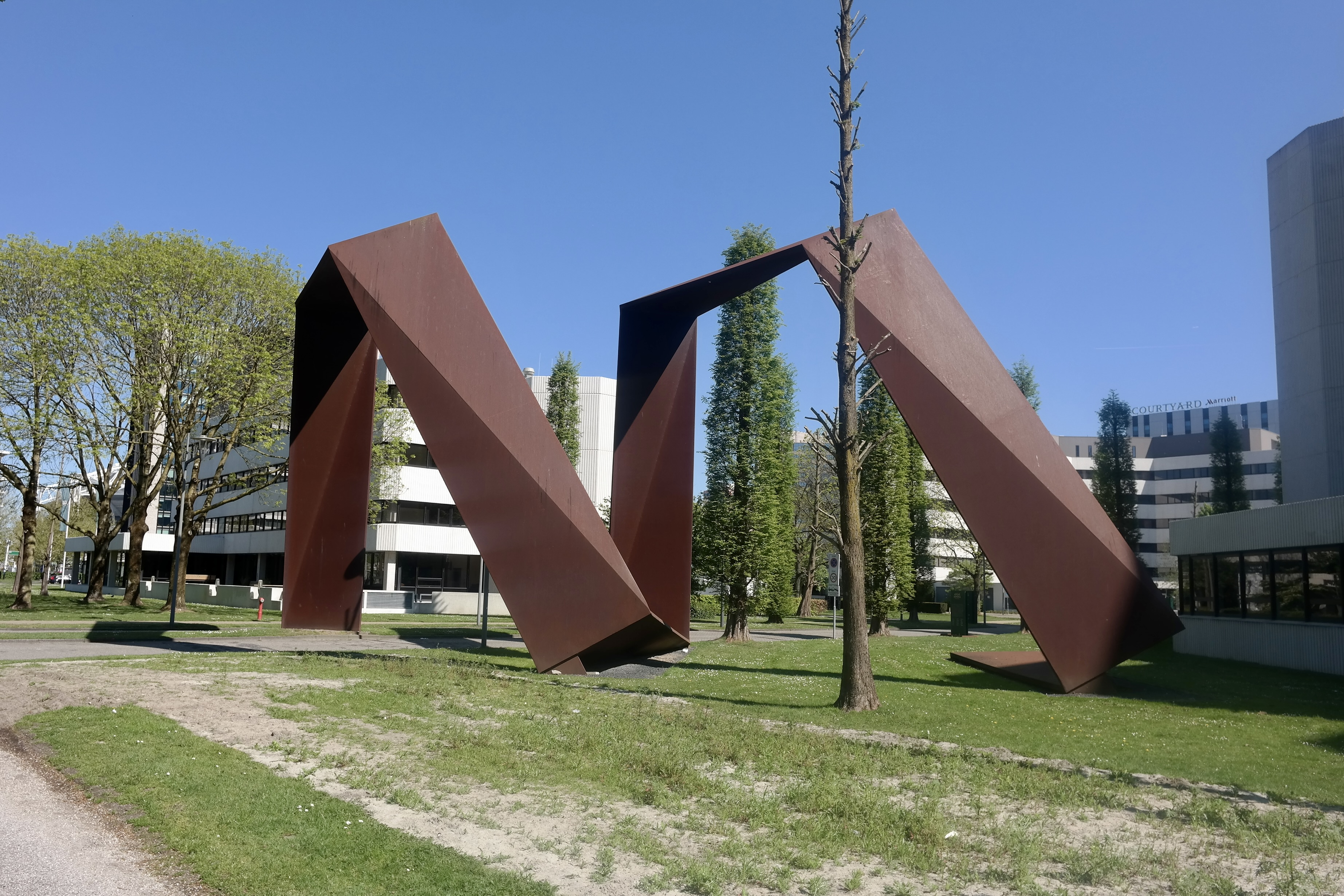
zonder titel, Amsterdam Hondsrugweg
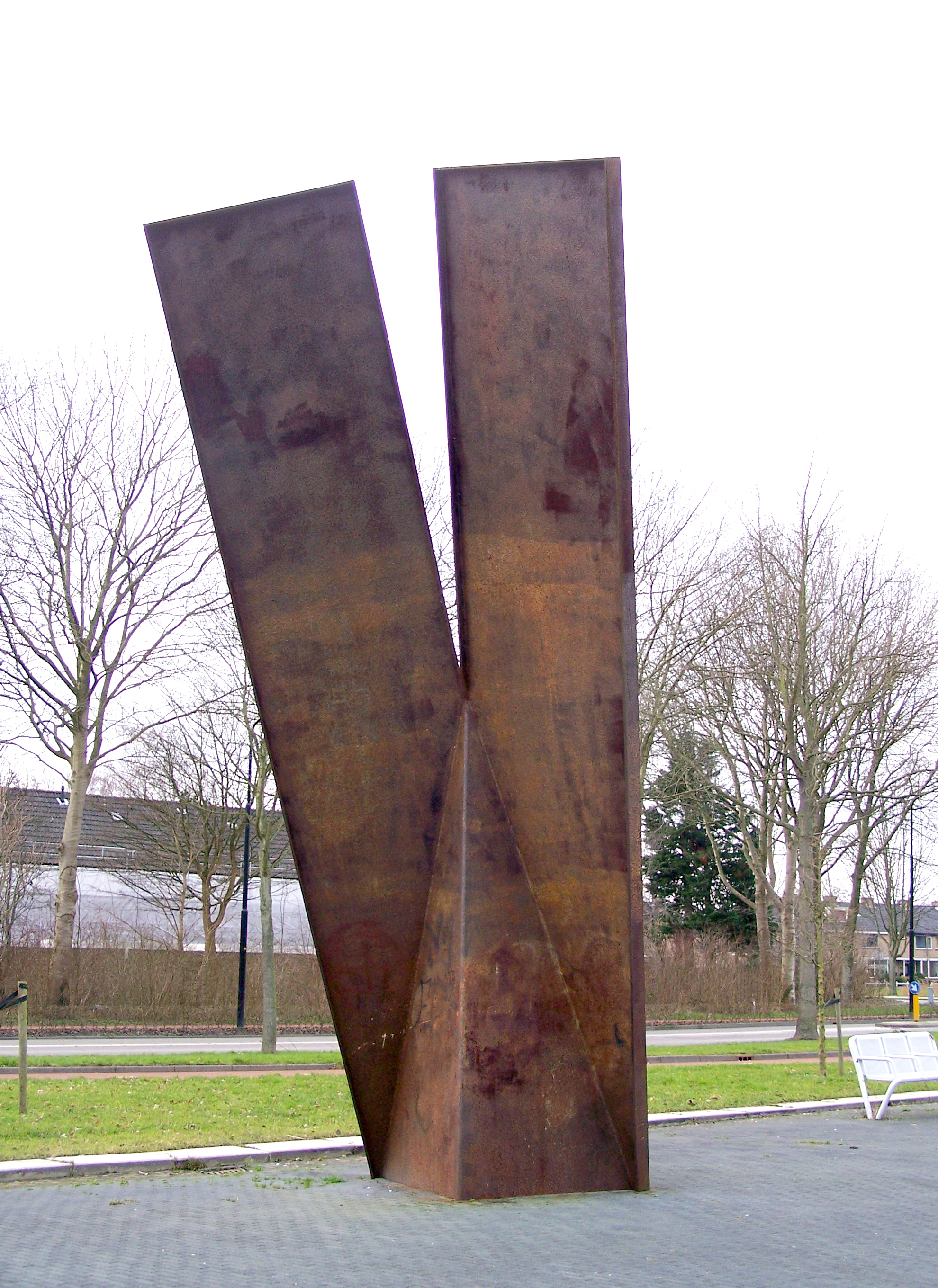
Sculptuur, Heerhugowaard
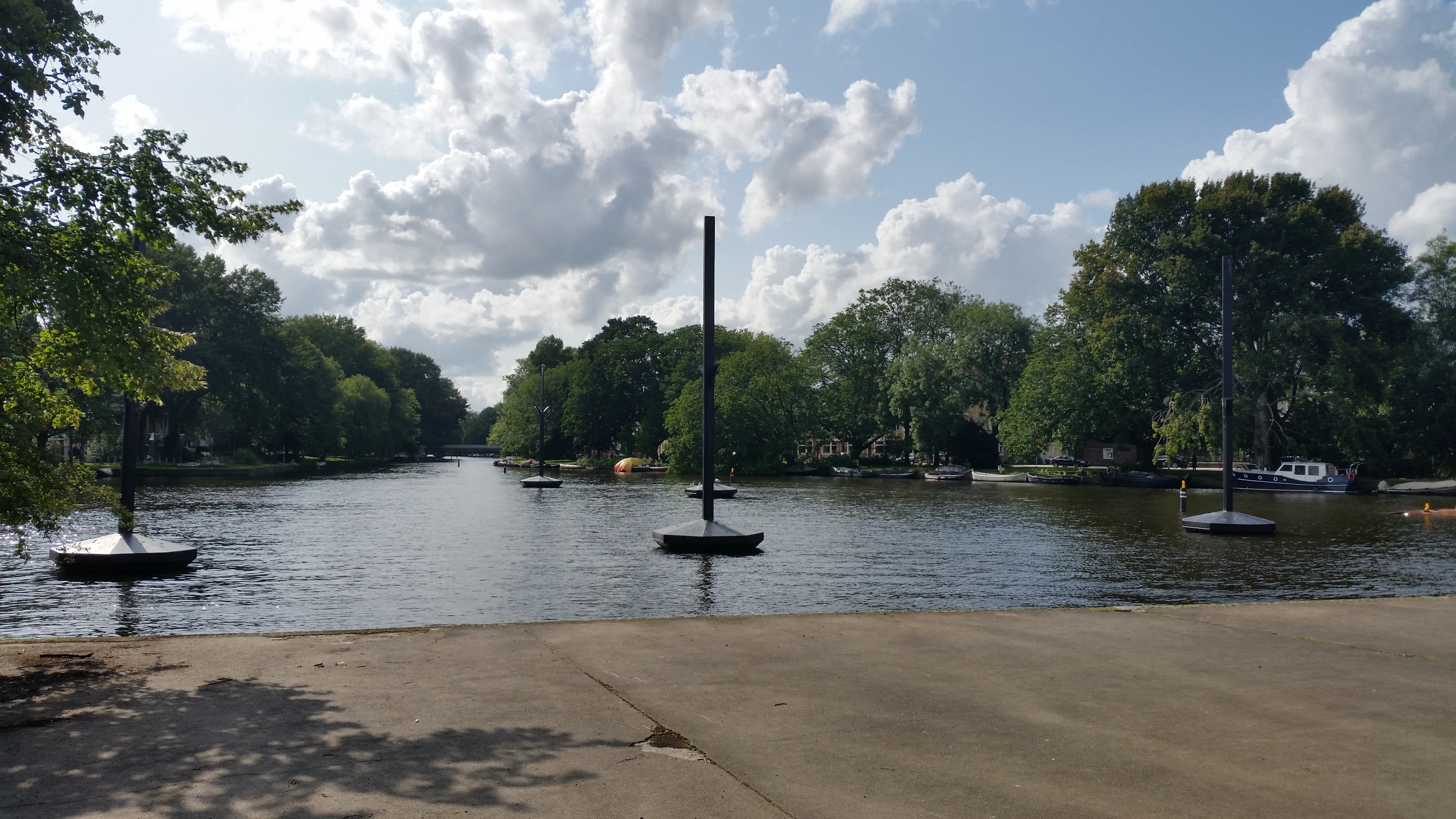
Dobberproject, Zuider Amstelkanaal (augustus 2019)

- Gemeinsame Normdatei: 119396777
- International Standard Name Identifier: 0000 0003 8294 9465
- Nederlandse Thesaurus van Auteursnamen: 071325727
- RKD-Nederlands Instituut voor Kunstgeschiedenis: 75783
- Union List of Artist Names: 500102718
- Virtual International Authority File: 267062251
- WorldCat: E39PBJcR7qxdwpfJmVBrwhcdcP